# لیکویو، شهرستان کرن، کالیفرنیا
لیکویو (به انگلیسی: Lakeview) یک منطقهٔ مسکونی در ایالات متحده آمریکا است که در شهرستان کرن، کالیفرنیا واقع شده‌است. لیکویو ۱۱۴ متر بالاتر از سطح دریا واقع شده‌است.